# Erawans helgedom

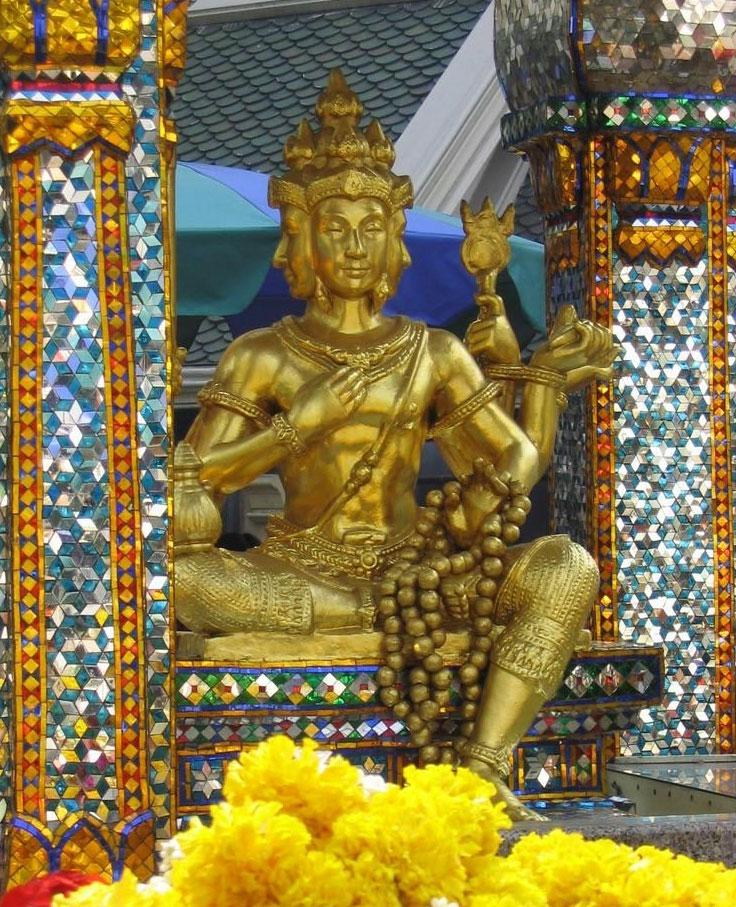
Helgedomen

Erawans helgedom är en hinduisk helgedom i Bangkok i Thailand med en staty av Phra Phrom, den thailändska versionen av den hinduiska guden Brahma. Det är en populär turistattraktion.